# 蒙西扬河
蒙西扬河（法語：Montcient，法語發音：[mɔ̃sjɑ̃]）是法国法兰西岛大区伊夫林省与瓦兹河谷省的河流，是默朗欧贝特河的右支流，长11.1千米，发源自萨伊，于阿德里库尔和伊夫林地区默朗之间流入莫朗欧贝特河。